# تيكس بيركنز
تيكس بيركنز (بالإنجليزية: Tex Perkins)‏ هو مغني أسترالي، ولد في 28 ديسمبر 1964 في داروين في أستراليا.

## وصلات خارجية
- تيكس بيركنز على موقع ميوزك برينز (الإنجليزية)
- تيكس بيركنز على موقع ميوزك برينز (الإنجليزية)
- تيكس بيركنز على موقع ديسكوغز (الإنجليزية)